# 莱欧帕尔蒂
莱欧帕尔蒂（法語：Léaupartie，法語發音：[leopaʁti] ⓘ）是法国卡尔瓦多斯省的一个市镇，属于利雪区。

## 地理
莱欧帕尔蒂（49°11'3"N, 0°2'30"E）面积3.2 平方千米，位于法国诺曼底大区卡爾瓦多斯省，该省份为法国西北部沿海省份，北濒大西洋英吉利海峡，东北与滨海塞纳省以海上边界相接，东临厄尔省，南至奧恩省，西与芒什省接壤。
与莱欧帕尔蒂接壤的市镇（或旧市镇、城区）包括：欧维拉尔、康布勒梅尔、欧日地区蒙特勒伊、勒庞蒂尼、拉罗克拜尼亚尔、吕梅尼勒、康布勒梅尔。

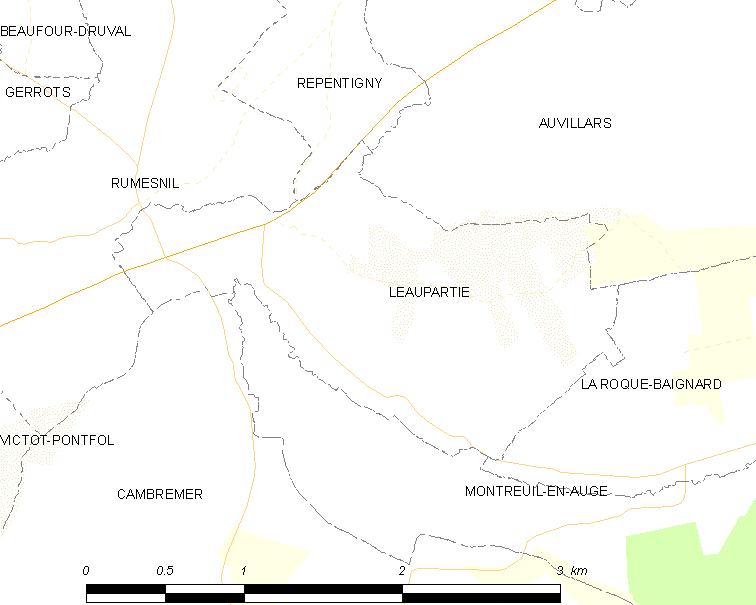
莱欧帕尔蒂的OSM定位图

莱欧帕尔蒂的时区为UTC+01:00、UTC+02:00（夏令时）。

## 行政
莱欧帕尔蒂的邮政编码为14340，INSEE市镇编码为14358。

## 政治
莱欧帕尔蒂所属的省级选区为梅济东瓦莱多日县。

## 人口

1962-2008年间莱欧帕尔蒂人口变化图示

莱欧帕尔蒂于2022年1月1日时的人口数量为87人。